# John Gerald Neville
John Gerald Neville CSSp (* 29. Oktober 1858 in Dublin, Vereinigtes Königreich Großbritannien und Irland; † 27. Februar 1943) war ein irischer römisch-katholischer Ordensgeistlicher und Apostolischer Vikar von Sansibar.

## Leben
John Gerald Neville trat der Ordensgemeinschaft der Spiritaner bei. Er wurde durch den emeritierten Apostolischen Vikar von Senegambia, François-Marie Duboin CSSp, am 30. Mai 1885 in der Kapelle des Priesterseminars der Spiritaner in Paris zum Diakon geweiht und empfing am 1. November desselben Jahres in der Kapelle des Missionsseminars in Chevilly das Sakrament der Priesterweihe.
Am 1. September 1913 ernannte ihn Papst Pius X. zum Titularbischof von Carrhae und zum Apostolischen Vikar von Sansibar. Der Bischof von Raphoe, Patrick Joseph O’Donnell, spendete ihm am 28. Oktober desselben Jahres in der Kapelle des Blackrock College in Dublin die Bischofsweihe; Mitkonsekratoren waren der Bischof von Clonfert, Thomas Patrick Gilmartin, und der Bischof von Achonry, Patrick Morrisroe.
Papst Pius XI. nahm am 8. März 1930 das von John Gerald Neville vorgebrachte Rücktrittsgesuch an.